# Scytalopus androstictus
El churrín de Loja o tapaculo de Loja (Scytalopus androstictus) es una especie de ave paseriforme de la familia Rhinocryptidae perteneciente al numeroso género Scytalopus. Es endémico de los Andes del sur de Ecuador y extremo norte de Perú. Descrito como subespecie, fue elevado a la categoría de especie en el año 2020.

## Distribución y hábitat
La especie se distribuye en los Andes orientales al sur del río Zamora en el sur de Ecuador, y en los Andes del extremo norte de Perú, al norte del río Marañón, en el flanco oriental del valle de Huancabamba. Habita en los matorrales de la línea máxima de vegetación en altitudes entre 3000 y 3650 m, locamente puede llegar hasta los 2600 m a lo largo de picos expuestos. En la pendiente oriental es reemplazado por Scytalopus parkeri más abajo y en la vegetación más alta y dominada por bambuzales donde también se encuentra con una forma sin nombre de Scytalopus latrans, que localmente asciende las laderas a través de selvas húmedas perturbadas. En la pendiente occidental es reemplazado por Scytalopus latrans subcinereus en los matorrales más secos y abiertos.

## Sistemática

### Descripción original
La especie S. androstictus fue descrita por primera vez por los ornitólogos Niels Krabbe y Carlos Daniel Cadena en 2010 bajo el nombre científico de subespecie Scytalopus canus androstictus; la localidad tipo es «camino de Jimbura a Zumba en la Cordillera de Las Lagunillas (4°43'S, 79°26'W; elevación: 3450 m), Provincia de Loja, Ecuador.». El holotipo, ZMUC 80126, un macho adulto, fue colectado por Niels Krabbe el 9 de noviembre de 1992 y se encuentra depositado en el Museo de Zoología de la Universidad de Copenhague.

### Etimología
El nombre genérico masculino «Scytalopus» deriva del griego «skutalē, skutalon»: bastón, palo, garrote, y «pous, podos»: pies; significando «con los pies como  garrotes»; y el nombre de la especie «androstictus», hace referencia a los puntos blancos en las alas, exclusivos de los machos de esta especie.

### Taxonomía
Posteriormente a la descripción, la presente especie fue considerada conespecífica con el churrín paramero (Scytalopus opacus). Los estudios de Cadena et al. (2020) concluyeron que el taxón reunía los atributos para ser considerada una especie separada de S. opacus: los llamados son radicalmente diferentes y adicionalmente, el canto usualmente también difiere; la diferencia genética entre ambas es de 5,3 % en el mtDNA; y con respecto a la morfología, los machos pueden ser identificados por los puntos blancos en las alas. La separación fue aprobada en la Propuesta No 855 al Comité de Clasificación de Sudamérica (SACC) en abril de 2020.